# NyxAir

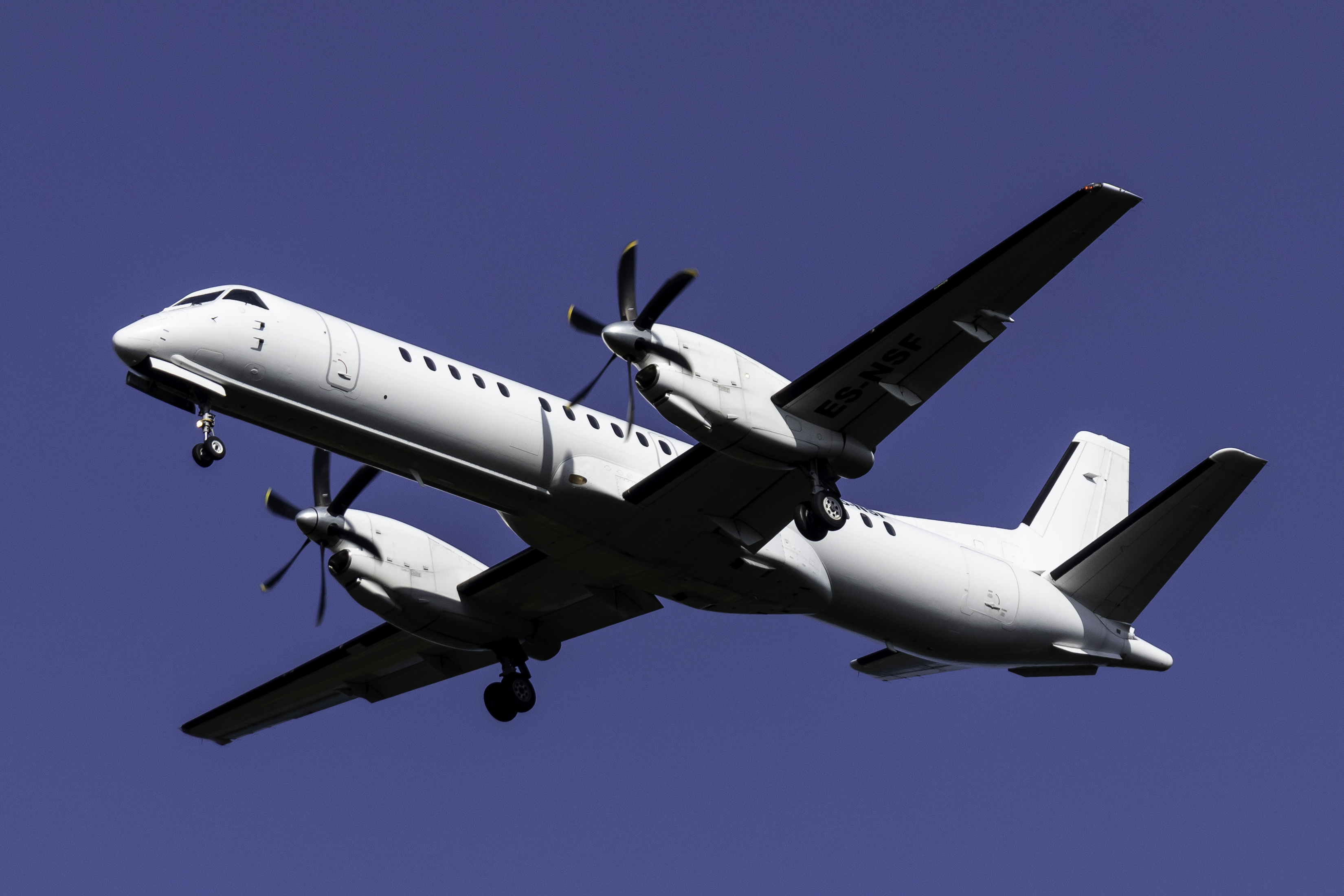
NyxAir Saab 2000

NyxAir OÜ — естонська регіональна авіакомпанія зі штаб-квартирою в Таллінні, що виконує регулярні та чартерні пасажирські та вантажні рейси. 

## Історія
NyxAir було засновано у 2017 році, а 7 червня 2018 року Транспортне агентство Естонії видало Сертифікат авіаційного оператора (AOC). 

## Напрямки
Авіакомпанія в основному виконує короткострокові чартери, але також у 2020 і 2021 роках виграла державні закупівлі та контракти на мокрий лізинг для виконання внутрішніх рейсів в Естонії, Фінляндії та Швеції. 
В Естонії в грудні компанія почала виконувати рейси між Таллінном і Курессааре на острові Сааремаа.

У Фінляндії (з травня 2021 року) компанія виконує рейси з Гельсінкі до Якобстад-Коккола, Савонлінна, Кемі та Ювяскюля. 
Компанія також виконує внутрішні рейси у Швеції від імені Air Leap. 
З березня 2022 року він літатиме зі Стокгольм-Бромма в Крістіанстад і Трольгеттан від імені місцевих компаній.
Крім того, вантажні рейси в Центральну Європу.

## Флот
Флот Nyxair складається з наступних літаків :
1. ATR 72-500
2. 2 ATR 42-500
3. 6 Saab 340
4. 5 Saab 2000